# Dritte Wahl
Dritte Wahl (Tercera opción), es una banda alemana, que es del género punk alemán. Fue formada en la ciudad de Rostock en la antigua República Democrática Alemana, siendo el año de 1986.
La banda de punk apareció por primera vez en 1988. En el grupo original, que jugaron con Marko  "Busch'n" como el líder y Toralf "Holm" Bornhöft en el bajo, pero dejó la banda en 1991. En el trío con Busch'n (voz y bajo), Gunnar Schröder (guitarra, voz) y Jörn "Krel" Schröder (voz, batería) pudieron conseguir toda Alemania con notoriedad y el éxito considerable en la escena del punk alemán.
Dritte Wahl usa el punk alemán con influencias de metal fuerte y cantando textos muy directos, políticos y militantes de izquierda, de los que el estado la antigua RDA, era de lo normal durante la época.